# 奥滕塔尔
奥滕塔尔是奥地利下奥地利州米斯特尔巴赫县的一个市镇。总面积15.46平方公里，总人口617人，人口密度39.9人/平方公里（2005年）。